# Giới hạn Laplace
Trong toán học, giới hạn Laplace, hằng số Laplace hay hằng số giới hạn Laplace là giá trị tâm sai lớn nhất mà nghiệm của phương trình Kepler tồn tại, và được biểu diễn dưới dạng một chuỗi lũy thừa của tâm sai. Giá trị của nó là
0.66274341934918158097474209710925290… (dãy số A033259 trong bảng OEIS).

## Tính chất
Phương trình Kepler biểu diễn mối quan hệ giữa các tính chất hình học của quỹ đạo một vật thể chịu tác dụng của một lực xuyên tâm. Nó có dạng:
{\displaystyle M=E-e\sin E},
trong đó M là độ bất thường trung bình, E là độ bất thường lệch tâm của một vật thể di chuyển theo quỹ đạo hình elíp với tâm sai e. Phương trình này không thể giải tìm E bằng các hàm sơ cấp, tuy nhiên định lý nghịch đảo Lagrange cho ta nghiệm dưới dạng một chuỗi lũy thừa của e:
{\displaystyle {\begin{aligned}E=M&+e\sin M+{\frac {e^{2}}{2}}\sin 2M\\+\ &{\frac {e^{3}}{3!\ 2^{2}}}\left(3^{2}\sin 3M-3\sin M\right)\\+\ &{\frac {e^{4}}{4!\ 2^{3}}}\left(4^{3}\sin 4M-4\cdot 2^{3}\sin 2M\right)\\+\ &{\frac {e^{3}}{5!\ 2^{4}}}\left(5^{4}\sin 5M-5\cdot 3^{4}\sin 3M+10\sin M\right)\\+\ &\cdots \end{aligned}}.}
Công thức tổng quát là:
{\displaystyle E=M+\sum _{n=1}^{\infty }{\frac {e^{n}}{2^{n-1}\,n!}}\sum _{k=0}^{\lfloor n/2\rfloor }(-1)^{k}\,{\binom {n}{k}}\,(n-2k)^{n-1}\,\sin((n-2k)\,M).}
Laplace nhận ra rằng chuỗi này hội tụ với e bé, nhưng phân kỳ với mọi M không phải là bội của π khi giá trị tâm sai e  vượt quá một hằng số nhất định, không phụ thuộc vào M. Giá trị đó chính là giới hạn Laplace λ, và cũng là bán kính hội tụ của chuỗi lũy thừa này.
Một biểu diễn khác là nếu ta gọi μ = 1.1996786402… là nghiệm dương của phương trình coth x = x (trong đó coth là hàm cotang hyperbolic) thì λ = √μ2 − 1. Từ đây có thể suy ra giá trị lớn nhất của hàm số x/cosh x chính là λ, đạt tại x = μ.
Ngoài ra, λ là nghiệm dương duy nhất của phương trình
{\displaystyle {\frac {x\exp({\sqrt {1+x^{2}}})}{1+{\sqrt {1+x^{2}}}}}=1.}